# La boda de Rosa
La boda de Rosa (Nederlands: Rosa's bruiloft) is een Spaanse film uit 2020, geregisseerd door Icíar Bollaín.

## Verhaal
Rosa wordt bijna 45 en realiseert zich dat ze altijd haar leven heeft geleefd om anderen te dienen. Ze besluit daarom alles achter zich te laten, de leiding over haar leven te nemen en haar droom waar te maken een eigen bedrijf te starten.

## Rolverdeling
- Candela Peña - Rosa
- Sergi López - Armando
- Nathalie Poza - Violeta
- Ramón Barea - Antonio
- Paula Usero - Lidia

## Ontvangst

### Recensies
Op Rotten Tomatoes geven vier recensenten de film een positieve recensie.

### Prijzen en nominaties
Een selectie:
| Jaar | Prijs                           | Categorie                | Genomineerde                     | Resultaat   |
| ---- | ------------------------------- | ------------------------ | -------------------------------- | ----------- |
| 2020 | Filmfestival van Málaga         | Speciale juryprijs       | La boda de Rosa                  | Gewonnen    |
| 2020 | Filmfestival van Málaga         | Beste vrouwelijke bijrol | Nathalie Poza                    | Gewonnen    |
| 2021 | Premios Goya (35ste uitreiking) | Beste film               | La boda de Rosa                  | Genomineerd |
| 2021 | Premios Goya (35ste uitreiking) | Beste regisseur          | Icíar Bollaín                    | Genomineerd |
| 2021 | Premios Goya (35ste uitreiking) | Beste actrice            | Candela Peña                     | Genomineerd |
| 2021 | Premios Goya (35ste uitreiking) | Beste mannelijke bijrol  | Sergi López i Ayats              | Genomineerd |
| 2021 | Premios Goya (35ste uitreiking) | Beste vrouwelijke bijrol | Nathalie Poza                    | Gewonnen    |
| 2021 | Premios Goya (35ste uitreiking) | Beste debuterend actrice | Paula Usero                      | Genomineerd |
| 2021 | Premios Goya (35ste uitreiking) | Beste origineel scenario | Alicia Luna, Icíar Bollaín       | Genomineerd |
| 2021 | Premios Goya (35ste uitreiking) | Beste origineel nummer   | María Rozalén ("Que no, que no") | Gewonnen    |